# Tractat d'Aranjuez (1777)

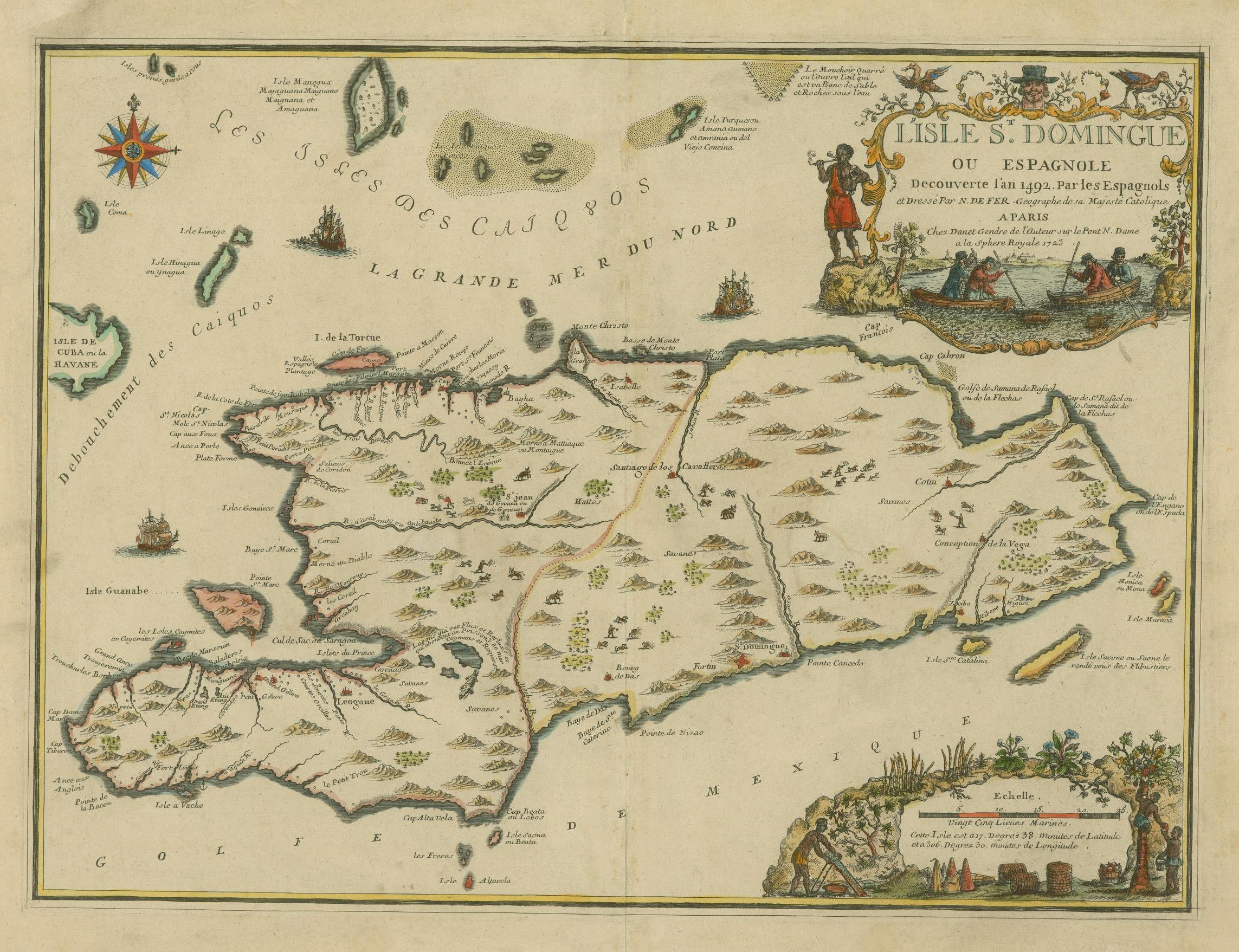
Mapa de l'illa de la Hispaniola del.

El Tractat d'Aranjuez de 1777 fou un tractat internacional signat a la ciutat d'Aranjuez el 3 de juny de 1777 entre els representants de Carles III d'Espanya i Lluís XVI de França pel qual es va establir les fronteres entre els territoris espanyol i francès a l'illa de la Hispaniola al mar Carib.

## Antecedents
Segons els acords establerts en el Tractat de Rijswijk de 1697, Espanya cedia a França la part occidental de l'illa de la Hispaniola (el que actualment és Haití) conservant la part oriental (actual República Dominicana). Durant tot el segle xviii Espanya i França van mantenir unes relacions cordials, basades sobretot en la relació de parentiu dels monarques d'ambdós països, tots ells pertanyents a la Casa de Borbó.
El 1773 el capità general de la part espanyola de l'illa, José Solano, i el governador de la part francesa, marquès de Valgués, van signar un acord provisional en el qual es definien els límits entre els territoris d'ambdós països a l'illa. El 1776 José Solano i el comte d'Ennery va ratificar aquest acord amb l'ajuda d'una comissió de topògrafs que van assenyalar físicament els límits establerts.

## El tractat
En el tractat signat el 3 de juny de 1777 els representants del Regne d'Espanya, José Moñino y Redondo, Comte de Floridablanca, i el del Regne de França, el marquès d'Ossun, van relacionar minuciosament els límits entre els territoris d'ambdós països, basats en els acords de 1773 i 1776, mitjançant la utilització d'un mapa topogràfic realitzat per aquest efecte.